# 나카무라 하루카 (배구 선수)
나카무라 하루카(일본어: 中村 悠, 2002년 12월 5일 ~ )는 일본의 배구 선수이다.